# التايكوندو في الألعاب البارالمبية الصيفية 2024
أقيمت منافسات التايكوندو في الألعاب البارالمبية الصيفية 2024 في جراند باليه. وكانت هذه هي المرة الثانية التي يُدرج فيها التايكوندو في الألعاب البارالمبية الصيفية.  كان هناك 10 فعاليات في المجموع (أكثر من عام 2020 بأربع فعاليات).   

## جدول الميداليات
*   البلد المضيف ( فرنسا)
| المرتبة | NPC                              | ذهبية | فضية | برونزية | المجموع |
| ------- | -------------------------------- | ----- | ---- | ------- | ------- |
| 1       | بريطانيا العظمى                  | 2     | 0    | 0       | 2       |
| 2       | تركيا                            | 1     | 3    | 1       | 5       |
| 3       | أوزبكستان                        | 1     | 2    | 0       | 3       |
| 4       | منغوليا                          | 1     | 1    | 0       | 2       |
| 5       | أذربيجان                         | 1     | 0    | 1       | 2       |
| 5       | البرازيل                         | 1     | 0    | 1       | 2       |
| 7       | الصين                            | 1     | 0    | 0       | 1       |
| 7       | بيرو                             | 1     | 0    | 0       | 1       |
| 7       | إسرائيل                          | 1     | 0    | 0       | 1       |
| 10      | إيران                            | 0     | 1    | 2       | 3       |
| 11      | المكسيك                          | 0     | 1    | 1       | 2       |
| 12      | فرنسا*                           | 0     | 1    | 0       | 1       |
| –       | الرياضيون البارالمبيون المحايدين | 0     | 1    | 0       | 1       |
| 13      | اليونان                          | 0     | 0    | 2       | 2       |
| 13      | المغرب                           | 0     | 0    | 2       | 2       |
| 15      | نيبال                            | 0     | 0    | 1       | 1       |
| 15      | تايبيه الصينية                   | 0     | 0    | 1       | 1       |
| 15      | الدنمارك                         | 0     | 0    | 1       | 1       |
| 15      | Refugee Paralympic Team          | 0     | 0    | 1       | 1       |
| 15      | جورجيا                           | 0     | 0    | 1       | 1       |
| 15      | إيطاليا                          | 0     | 0    | 1       | 1       |
| 15      | الولايات المتحدة                 | 0     | 0    | 1       | 1       |
| 15      | تايلاند                          | 0     | 0    | 1       | 1       |
| 15      | الأرجنتين                        | 0     | 0    | 1       | 1       |
| 15      | كوريا الجنوبية                   | 0     | 0    | 1       | 1       |
| المجموع | المجموع                          | 10    | 10   | 20      | 40      |

## ملخص الميدالية

### الرجال
| الفعالية | الذهبية                              | الفضية                                              | البرونزية                         |
| -------- | ------------------------------------ | --------------------------------------------------- | --------------------------------- |
| 58 كجم   | أساف ياسور · إسرائيل                 | علي كان أوزكان · تركيا                              | صابر زينالوف · أذربيجان           |
| 58 كجم   | أساف ياسور · إسرائيل                 | علي كان أوزكان · تركيا                              | شياو شيانغ-وين · تايبيه الصينية   |
| 63 كجم   | محموت بوزتيكي · تركيا                | غانباتين بولور-إردين · منغوليا                      | أنتونينو بوسولو · إيطاليا         |
| 63 كجم   | محموت بوزتيكي · تركيا                | غانباتين بولور-إردين · منغوليا                      | أيوب أدويش · المغرب               |
| 70 كجم   | إمام الدين خليلوف · أذربيجان         | فاتح جليك · تركيا                                   | خوان دييغو غارسيا لوبيز · المكسيك |
| 70 كجم   | إمام الدين خليلوف · أذربيجان         | فاتح جليك · تركيا                                   | خوان سامورانو · الأرجنتين         |
| 80 كجم   | أسادبيك توشتيميروف · أوزبكستان       | لويس ماريو ناجيرا · المكسيك                         | علي رضا باخت · إيران              |
| 80 كجم   | أسادبيك توشتيميروف · أوزبكستان       | لويس ماريو ناجيرا · المكسيك                         | جو جونغ-هون · كوريا الجنوبية      |
| +80 كجم  | مات بوش (تايكوندو) · بريطانيا العظمى | عليسكهاب رمضانوف · الرياضيون البارالمبيون المحايدين | إيفان ميديل · الولايات المتحدة    |
| +80 كجم  | مات بوش (تايكوندو) · بريطانيا العظمى | عليسكهاب رمضانوف · الرياضيون البارالمبيون المحايدين | حامد حقشناس · إيران               |

### السيدات
| الفعالية | الذهبية                               | الفضية                        | البرونزية                              |
| -------- | ------------------------------------- | ----------------------------- | -------------------------------------- |
| 47 كجم   | ليونور إسبينوزا · بيرو                | زيوداخون إيساكوفا · أوزبكستان | خواسندا فوانغكيتشا · تايلاند           |
| 47 كجم   | ليونور إسبينوزا · بيرو                | زيوداخون إيساكوفا · أوزبكستان | زكية خدادادي · Refugee Paralympic Team |
| 52 كجم   | سورينجاف أولامبايار · منغوليا         | زهرة رحيمي · إيران            | آنا جاباريدزه · جورجيا                 |
| 52 كجم   | سورينجاف أولامبايار · منغوليا         | زهرة رحيمي · إيران            | مريم بتول جافدار · تركيا               |
| 57 كجم   | لي يوجي · الصين                       | غامزة غوردال · تركيا          | باليسا غوفيردهان · نيبال               |
| 57 كجم   | لي يوجي · الصين                       | غامزة غوردال · تركيا          | سيلفانا فرنانديز · البرازيل            |
| 65 كجم   | آنا كارولينا سيلفا دي مورا · البرازيل | ديجيليكا ديالو · فرنسا        | ليزا جيسينغ · الدنمارك                 |
| 65 كجم   | آنا كارولينا سيلفا دي مورا · البرازيل | ديجيليكا ديالو · فرنسا        | كريستينا غكينتزو · اليونان             |
| +65 كجم  | أيمي تروزديل · بريطانيا العظمى        | غولجونوي نايموفا · أوزبكستان  | إيليني باباستاماتوبولو · اليونان       |
| +65 كجم  | أيمي تروزديل · بريطانيا العظمى        | غولجونوي نايموفا · أوزبكستان  | رجاء أكرماش · المغرب                   |

## التصفيات المؤهلة
كان هناك 10 فعاليات في المجموع، 5 للرجال و5 للسيدات، وكل فعالية للميداليات تتضمن 12 رياضيًا متنافسًا (بمجموع 120 رياضيًا).
ويمكن الحصول على مقاعد التأهيل بأربع طرق مختلفة:
قائمة التصنيف العالمي (حتى 60 مقعدًا): حصل أعلى ستة رياضيين مصنفين في كل فئة وزن على مقعد تأهيلي لكل لجنة وطنية، بحد أقصى مقعد واحد لكل لجنة وطنية لكل فعالية، وذلك وفقًا لقائمة تصنيف التايكوندو البارالمبي العالمية لشهر يناير 2024. أي مقاعد لم تُخصص بهذه الطريقة يمكن الحصول عليها عن طريق دعوة اللجنة الثنائية.
التأهل القاري (حتى 50 مقعدًا): حصل أعلى رياضي في جميع فعاليات الميداليات وفي كل من البطولات القارية الخمس على مقعد تأهيلي لكل لجنة وطنية. في كل جنس، يمكن فقط لتلك اللجان الوطنية التي لم تحصل بعد على ثلاثة مقاعد تأهيلية أو أكثر من خلال طريقة التخصيص المذكورة أعلاه أن تشارك برياضيين من هذه البطولات. ويكون عدد المقاعد لكل لجنة وطنية محدودًا بعدد المقاعد المتبقية للوصول إلى الحد الأقصى من ثلاثة مقاعد تأهيلية لكل جنس. أي مقاعد لم تُخصص بهذه الطريقة يمكن الحصول عليها عن طريق دعوة اللجنة الثنائية.
حصة الدولة المضيفة (حتى 5 مقاعد): حصلت الدولة المضيفة، فرنسا، مباشرة على خمسة مقاعد، مقعد في كل من الفعاليات الخمسة حيث كان لدى فرنسا أعلى رياضيين مصنفين في تصنيف التايكوندو البارالمبي العالمي لشهر يناير 2024، بشرط أن يكون على الأقل اثنان من الرياضيين إناث. وإذا كانت فرنسا حصلت على مقاعد عبر الطرق الأخرى المذكورة أعلاه، فستُخصص المقاعد المحجوزة عبر طريقة دعوة اللجنة الثنائية.
دعوة اللجنة الثنائية (5+): يُنظر في عدد لا يقل عن خمسة رياضيين مؤهلين من قبل اللجنة البارالمبية الدولية والاتحاد العالمي للتايكوندو للحصول على مقاعد دعوة اللجنة الثنائية، وكان يمكن اختيار الرياضيين بهذه الطريقة حتى الوصول إلى الحد الأقصى من 12 مقعدًا لكل فعالية ميداليات.

### فعاليات الرجال

#### 58 كجم
| التصفيات المؤهلة                | الدولة         | الرياضي               |
| ------------------------------- | -------------- | --------------------- |
| التصنيف العالمي                 | إسرائيل        | أساف ياسور            |
| التصنيف العالمي                 | تركيا          | أليكان أوزكان         |
| التصنيف العالمي                 | أذربيجان       | صابر زينالوف          |
| التصنيف العالمي                 | تايبيه الصينية | شياو شيانغ-وين        |
| التصنيف العالمي                 | اليابان        | ميتسوايا تانكا        |
| التصنيف العالمي                 | فرنسا          | بوفا كونغ             |
| البطولة المؤهلة الأفريقية 2024  | النيجر         | إيدي عمرّو دجابيرو     |
| البطولة المؤهلة الأوروبية 2024  | إسبانيا        | جويل مارتين فيلالوبوس |
| البطولة المؤهلة الآسيوية 2024   | تايلاند        | ثانوا كاينكهام        |
| البطولة المؤهلة الأوقيانية 2024 | جزر سليمان     | سليمان جاجيري         |
| البطولة المؤهلة الأمريكية 2024  | الأرجنتين      | ميغيل إيساك غاليانو   |
| اللجنة الثنائية                 | أفغانستان      | إبراهيم دانيشي        |

#### 63 كجم
| التصفيات المؤهلة                | الدولة              | الرياضي                    |
| ------------------------------- | ------------------- | -------------------------- |
| التصنيف العالمي                 | تركيا               | محموت بوزتيكي              |
| التصنيف العالمي                 | منغوليا             | غانباتين بولور-إردين       |
| التصنيف العالمي                 | إيطاليا             | أنتونينو بوسولو            |
| التصنيف العالمي                 | البرازيل            | ناثان توركواتو             |
| التصنيف العالمي                 | إيران               | سعيد صادقينبور             |
| التصنيف العالمي                 | أوزبكستان           | زخر الدين توخيروف          |
| البطولة المؤهلة الأفريقية 2024  | المغرب              | أيوب أدويش                 |
| البطولة المؤهلة الأوروبية 2024  | إسرائيل             | عدنان ميلاد                |
| البطولة المؤهلة الآسيوية 2024   | كوريا الجنوبية      | لي دونغ-هو                 |
| البطولة المؤهلة الأوقيانية 2024 | بابوا غينيا الجديدة | كيفن باكي                  |
| البطولة المؤهلة الأمريكية 2024  | جمهورية الدومينيكان | جيرالدو كاسترو إنكارناسيون |
| اللجنة الثنائية                 |                     |                            |

#### 70 كجم
| التصفيات المؤهلة                | الدولة              | الرياضي                 |
| ------------------------------- | ------------------- | ----------------------- |
| التصنيف العالمي                 | أذربيجان            | إمام الدين خليلوف       |
| التصنيف العالمي                 | تركيا               | فاتح جليك               |
| التصنيف العالمي                 | المكسيك             | خوان دييغو غارسيا لوبيز |
| التصنيف العالمي                 | اليابان             | شونسوك كودو             |
| التصنيف العالمي                 | إيران               | مهدي بوررهنما           |
| التصنيف العالمي                 | أوزبكستان           | جافوخير أليكلوف         |
| البطولة المؤهلة الأفريقية 2024  | مصر                 | عبد الرحمن محمود        |
| البطولة المؤهلة الأوروبية 2024  | جورجيا              | جورجي نيكولادزي         |
| البطولة المؤهلة الآسيوية 2024   | تايلاند             | تانابان سوتثيسيت        |
| البطولة المؤهلة الأوقيانية 2024 | بابوا غينيا الجديدة | هيريا لوئي              |
| البطولة المؤهلة الأمريكية 2024  | كوبا                | ميشيل سواريز ووكر       |
| اللجنة الثنائية                 |                     |                         |

#### 80 كجم
| التصفيات المؤهلة                | الدولة         | الرياضي             |
| ------------------------------- | -------------- | ------------------- |
| التصنيف العالمي                 | أوزبكستان      | أسادبيك توشتيميروف  |
| التصنيف العالمي                 | كوريا الجنوبية | جو جونغ-هون         |
| التصنيف العالمي                 | إيران          | علي رضا باخت        |
| التصنيف العالمي                 | المكسيك        | لويس ماريو ناجيرا   |
| التصنيف العالمي                 | أذربيجان       | أبو الفاز أبو زارلي |
| التصنيف العالمي                 | كازاخستان      | نورلان دومباييف     |
| البطولة المؤهلة الأفريقية 2024  | المغرب         | رشيد إسماعيل        |
| البطولة المؤهلة الأوروبية 2024  | صربيا          | نيكولا سباجيتش      |
| البطولة المؤهلة الآسيوية 2024   | الفلبين        | ألاين غانابين       |
| البطولة المؤهلة الأوقيانية 2024 | جزر سليمان     | رايموند بيوريكي     |
| البطولة المؤهلة الأمريكية 2024  | البرازيل       | كلارو لوبيز         |
| اللجنة الثنائية                 |                |                     |

#### +80 كجم
| التصفيات المؤهلة                | الدولة                           | الرياضي          |
| ------------------------------- | -------------------------------- | ---------------- |
| التصنيف العالمي                 | كرواتيا                          | إيفان ميكوليć    |
| التصنيف العالمي                 | الولايات المتحدة                 | إيفان ميديل      |
| التصنيف العالمي                 | إيران                            | حامد حقشناس      |
| التصنيف العالمي                 | تركيا                            | محمد سامي سراج   |
| التصنيف العالمي                 | بريطانيا العظمى                  | مات بوش          |
| التصنيف العالمي                 | كازاخستان                        | نيشان أوميرالي   |
| البطولة المؤهلة الأفريقية 2024  | السنغال                          | إدريسا كيتا      |
| البطولة المؤهلة الأوروبية 2024  | الرياضيون البارالمبيون المحايدين | عليسكهاب رمضانوف |
| البطولة المؤهلة الآسيوية 2024   | الصين                            | ليو لودونغ       |
| البطولة المؤهلة الأوقيانية 2024 | جزر سليمان                       | جيمس إنغرام جيغو |
| البطولة المؤهلة الأمريكية 2024  | جمهورية الدومينيكان              | خوليو فيغيرو     |
| اللجنة الثنائية                 |                                  |                  |

### فعاليات السيدات

#### 47 كجم
| التصفيات المؤهلة                | الدولة                  | الرياضي                  |
| ------------------------------- | ----------------------- | ------------------------ |
| التصنيف العالمي                 | المكسيك                 | كلوديا روميرو            |
| التصنيف العالمي                 | أوزبكستان               | زيوداخون إيسكوفا         |
| التصنيف العالمي                 | بيرو                    | ليونور إسبينوزا          |
| التصنيف العالمي                 | إيران                   | مريم عبد الله بور ديروي  |
| التصنيف العالمي                 | تايلاند                 | خواسندا فوانغكيتشا       |
| التصنيف العالمي                 | تركيا                   | نورجيهان إكينجي          |
| البطولة المؤهلة الأفريقية 2024  | الكاميرون               | غيلين شيموجني            |
| البطولة المؤهلة الأوروبية 2024  | Refugee Paralympic Team | زكية خدادادي             |
| البطولة المؤهلة الآسيوية 2024   | الهند                   | أرونا تانوار             |
| البطولة المؤهلة الأوقيانية 2024 | —                       | —                        |
| البطولة المؤهلة الأمريكية 2024  | كوبا                    | ليليسبيت رودريغيز ريفيرو |
| لجنة ثنائية                     |                         |                          |
|                                 |                         |                          |

#### 52 كجم
| التصفيات المؤهلة                | الدولة              | الرياضي                      |
| ------------------------------- | ------------------- | ---------------------------- |
| التصنيف العالمي                 | تركيا               | مريم بتول جافدار             |
| التصنيف العالمي                 | المكسيك             | جيسيكا غارسيا كيجانو         |
| التصنيف العالمي                 | البرازيل            | ماريا إدواردا ماتشادو ستومبف |
| التصنيف العالمي                 | مصر                 | سلمى منيم حسن                |
| التصنيف العالمي                 | منغوليا             | سورينجاف أولامبايار          |
| التصنيف العالمي                 | الصين               | شاو تشيان                    |
| البطولة المؤهلة الأفريقية 2024  | كينيا               | نيمة ستنسي أوبونيو           |
| البطولة المؤهلة الأوروبية 2024  | جورجيا              | آنا جاباريدزه                |
| البطولة المؤهلة الآسيوية 2024   | إيران               | أيلار جامي                   |
| البطولة المؤهلة الأوقيانية 2024 | —                   | —                            |
| البطولة المؤهلة الأمريكية 2024  | جمهورية الدومينيكان | إليزابيث جيرالدو             |
| لجنة ثنائية                     |                     |                              |
|                                 |                     |                              |

#### 57 كجم
| التصفيات المؤهلة                | الدولة    | الرياضي             |
| ------------------------------- | --------- | ------------------- |
| التصنيف العالمي                 | البرازيل  | سيلفانا فرنانديز    |
| التصنيف العالمي                 | تركيا     | غامزة غوردال        |
| التصنيف العالمي                 | كازاخستان | كاميلية دوسمالوفا   |
| التصنيف العالمي                 | الصين     | لي يوجي             |
| التصنيف العالمي                 | صربيا     | ماريا ميتشيف        |
| التصنيف العالمي                 | فرنسا     | صوفي كافيرزان       |
| البطولة المؤهلة الأفريقية 2024  | كينيا     | جولييتا ليموج موبيو |
| البطولة المؤهلة الأوروبية 2024  | أوكرانيا  | يوليا ليبيسكا       |
| البطولة المؤهلة الآسيوية 2024   | نيبال     | باليسا غوفيردهان    |
| البطولة المؤهلة الأوقيانية 2024 | فيجي      | إيرين مار           |
| البطولة المؤهلة الأمريكية 2024  | فنزويلا   | فاليريا موراليس     |
| اللجنة الثنائية                 |           |                     |

#### 65 كجم
| التصفيات المؤهلة                | الدولة                           | الرياضي                    |
| ------------------------------- | -------------------------------- | -------------------------- |
| التصنيف العالمي                 | بريطانيا العظمى                  | بيث مونرو                  |
| التصنيف العالمي                 | البرازيل                         | آنا كارولينا سيلفا دي مورا |
| التصنيف العالمي                 | الدنمارك                         | ليزا جيسينغ                |
| التصنيف العالمي                 | تركيا                            | سيجل إير                   |
| التصنيف العالمي                 | فرنسا                            | ديجيليكا ديالو             |
| التصنيف العالمي                 | الرياضيون البارالمبيون المحايدين | إلينا سافينسكايا           |
| البطولة المؤهلة الأفريقية 2024  | الكاميرون                        | ماري أنطوانيت داسي         |
| البطولة المؤهلة الأوروبية 2024  | بولندا                           | باتريشيا زيوار             |
| البطولة المؤهلة الآسيوية 2024   | الصين                            | ياو يينان                  |
| البطولة المؤهلة الأوقيانية 2024 | جزر سليمان                       | جونيتا تونواني             |
| البطولة المؤهلة الأمريكية 2024  | تشيلي                            | كونستانزا فوينتس           |
| اللجنة الثنائية                 |                                  |                            |

#### +65 كجم
| التصفيات المؤهلة                | الدولة              | الرياضي                |
| ------------------------------- | ------------------- | ---------------------- |
| التصنيف العالمي                 | أوزبكستان           | غولجونوي نايموفا       |
| التصنيف العالمي                 | بريطانيا العظمى     | أيمي تروزديل           |
| التصنيف العالمي                 | إسبانيا             | داليا سانتياغو مورينو  |
| التصنيف العالمي                 | البرازيل            | ديبورا مينيزيس         |
| التصنيف العالمي                 | المكسيك             | فيرنندا فارجاس         |
| التصنيف العالمي                 | صربيا               | جيلينا راشيك           |
| البطولة المؤهلة الأفريقية 2024  | المغرب              | راجاء أكرماش           |
| البطولة المؤهلة الأوروبية 2024  | اليونان             | إيليني باباستاماتوبولو |
| البطولة المؤهلة الآسيوية 2024   | تايلاند             | جيرا بون وونغسوان      |
| البطولة المؤهلة الأوقيانية 2024 | بابوا غينيا الجديدة | مانيجا تاباري          |
| البطولة المؤهلة الأمريكية 2024  | كوبا                | ليديا مونتي دي أوكا    |
| اللجنة الثنائية                 |                     |                        |

## وصلات خارجية
- كتاب النتائج